# Boisemont (Val-d’Oise)
Boisemont ist eine französische Gemeinde mit 883 Einwohnern (Stand 1. Januar 2022) im Département Val-d’Oise in der Region Île-de-France. Sie gehört zum Arrondissement Pontoise und zum Kanton Cergy-2. Die Einwohner werden Boisemontais genannt.
Nachbargemeinden sind Courdimanche, Vauréal, Jouy-le-Moutier, Triel-sur-Seine, Vaux-sur-Seine und Menucourt.

## Bevölkerungsentwicklung
| Jahr      | 1968 | 1975 | 1982 | 1990 | 1999 | 2006 | 2011 |
| Einwohner | 336  | 382  | 464  | 598  | 690  | 700  | 746  |